# Geneva (Iowa)
Geneva és una població dels Estats Units a l'estat d'Iowa. Segons el cens del 2000 tenia 171 habitants.

## Demografia
Segons el cens del 2000, Geneva tenia 171 habitants, 69 habitatges, i 42 famílies. La densitat de població era de 153,5 habitants/km².
Dels 69 habitatges en un 29% hi vivien nens de menys de 18 anys, en un 55,1% hi vivien parelles casades, en un 4,3% dones solteres, i en un 37,7% no eren unitats familiars. En el 34,8% dels habitatges hi vivien persones soles el 23,2% de les quals corresponia a persones de 65 anys o més que vivien soles. El nombre mitjà de persones vivint en cada habitatge era de 2,48 i el nombre mitjà de persones que vivien en cada família era de 3,28.
Per edats la població es repartia de la següent manera: un 29,8% tenia menys de 18 anys, un 5,8% entre 18 i 24, un 22,2% entre 25 i 44, un 24% de 45 a 60 i un 18,1% 65 anys o més.
L'edat mediana era de 40 anys. Per cada 100 dones de 18 o més anys hi havia 81,8 homes.
La renda mediana per habitatge era de 33.542 $ i la renda mediana per família de 40.625 $. Els homes tenien una renda mediana de 33.750 $ mentre que les dones 20.000 $. La renda per capita de la població era de 15.112 $. Cap de les famílies i el 5,9% de la població estaven per davall del llindar de pobresa.

## Poblacions més properes
El següent diagrama mostra les poblacions més properes.